# Binom
În algebră un binom (pl. binoame) este un polinom care este sumă a doi termeni, dintre care fiecare este un monom.

## Definiție
Un binom este un polinom care este suma a două monoame. Un binom cu o singură variabilă nedeterminată poate fi scris sub forma
{\displaystyle ax^{m}-bx^{n},}
unde a și b sunt numere, iar m și n sunt întregi nenegativi distincți, iar x este un simbol care notează valoarea nedeterminată, numită din motive istorice „variabilă”. În contextul polinoamelor Laurent, un „binom Laurent”, adesea numit, simplu, „binom” este definit similar, dar exponenții m și n pot fi negativi.
În general, un binom se poate scrie drept:
{\displaystyle a\,x_{1}^{n_{1}}\dotsb x_{i}^{n_{i}}-b\,x_{1}^{m_{1}}\dotsb x_{i}^{m_{i}}}

## Exemple
{\displaystyle 3x-2x^{2}}
{\displaystyle xy+yx^{2}}
{\displaystyle 0,9x^{3}+\pi y^{2}}
{\displaystyle 2x^{3}+7}

## Operații cu binoame simple
- Binomul x2 − y2 poate fi factorizat⁠(d)ca un  produs de alte binoame:

{\displaystyle x^{2}-y^{2}=(x-y)(x+y).}
Acesta este un caz particular al unei egalități mai generale:
{\displaystyle x^{n+1}-y^{n+1}=(x-y)\sum _{k=0}^{n}x^{k}y^{n-k}.}
Când se lucrează cu numere complexe, aceasta poate fi extinsă la:
{\displaystyle x^{2}+y^{2}=x^{2}-(iy)^{2}=(x-iy)(x+iy).}
- Produsul unei perechi de binoame liniare (ax + b) și (cx + d ) este un trinom:

{\displaystyle (ax+b)(cx+d)=acx^{2}+(ad+bc)x+bd.}
- Un binom ridicat la puterea n, reprezentat ca (x + y)n, poate fi dezvoltat cu ajutorul binomului lui Newton, sau, echivalent, folosind triunghiul lui Pascal. De exemplu, pătratul (x + y)2 din binomul (x + y) este egal cu suma pătratelor celor doi termeni și de două ori produsul termenilor, adică:

{\displaystyle (x+y)^{2}=x^{2}+2xy+y^{2}.}
Numerele (1, 2, 1) care apar drept coeficienți ai termenilor din această dezvoltare sunt coeficienții binomiali din al treilea rând al triunghiului lui Pascal. Creșterea exponentului n duce la utilizarea numerelor dn al n+1-lea rând al triunghiului.
- O aplicație a formulei de mai sus pentru pătratul unui binom este „formula (m, n)” pentru generarea tripletelor pitagoreice:

Pentru m < n, fie a = n2 − m2, b = 2mn și c = n2 + m2; atunci a2 + b2 = c2.
- Binoamele care sunt sume sau diferențe de cuburi pot fi factorizate în polinoame de grad mai mic cu relațiile:

{\displaystyle x^{3}+y^{3}=(x+y)(x^{2}-xy+y^{2})}
{\displaystyle x^{3}-y^{3}=(x-y)(x^{2}+xy+y^{2})}